# Liste der Mitglieder der American Academy of Arts and Sciences/1794
Im Jahr 1794 wählte die American Academy of Arts and Sciences 6 Personen zu ihren Mitgliedern.

## Neugewählte Mitglieder
- Nathaniel Appleton (1731–1798)
- Johann Friedrich Blumenbach (1752–1840)
- Benjamin Dearborn (1754–1838)
- James Madison (1749–1812)
- Louis Valentin (1758–1829)
- Charles Vaughan (1759–1839)